# Babaloma
Babaloma é uma pequena cidade do estado de Kwara, na Nigéria. Está localizada a 75 km de Ilorin, a capital do estado.